# Michael Freiberg (Radsportler)
Michael Freiberg (* 10. Oktober 1990 in Hongkong) ist ein ehemaliger australischer Bahn- und Straßenradrennfahrer.

## Sportliche Laufbahn
Michael Freiberg wurde 2007 australischer Vizemeister in der Mannschaftsverfolgung der Juniorenklasse. Im Jahr darauf gewann er bei der australischen Bahnmeisterschaft zusammen mit Luke Durbridge, Jonathan Dunlop und Jordan Van der Togt die Mannschaftsverfolgung der Junioren. 2009 bis 2010 fuhr Freiberg für das australische Continental Team Team Jayco-Skins. Bei den Commonwealth Games 2010 errang er zwei Goldmedaillen, in der Mannschaftsverfolgung sowie im Scratch.
2011 wurde Michael Freiberg Weltmeister im Omnium. 2013 beendete er zunächst eine Radsportlaufbahn. 2016 wurde er wieder als Radsportler aktiv. Im Jahr darauf wurde er gemeinsam mit Stephen Hall, Sam Welsford und Cameron Meyer australischer Meister in der Mannschaftsverfolgung. Im Januar 2019 errang er den nationalen Titel des Straßenmeisters. Bei den Ozeanienmeisterschaften im selben Jahr sowie 2022 wurde er Dritter im Einzelzeitfahren.

## Berufliches
Abseits vom aktiven Radsport ist Michael Freiberg als Erfinder von Fahrradkomponenten tätig, die das Radsporttraining elektronisch  unterstützen.

## Erfolge

### Bahn
2008
- Australischer Meister – Mannschaftsverfolgung (Junioren) mit Luke Durbridge, Jonathan Dunlop und Jordan Van der Togt

2010
- Commonwealth Games – Mannschaftsverfolgung
- Commonwealth Games – Scratch

2011
- Weltmeister – Omnium

2017
- Australischer Meister – Mannschaftsverfolgung (mit Sam Welsford, Stephen Hall und Cameron Meyer)

### Straße
2012
- Ozeanienmeisterschaft – Einzelzeitfahren (U23)

2019
- Australischer Meister – Straßenrennen
- Ozeanienmeisterschaft – Einzelzeitfahren

2022
- Ozeanienmeisterschaften – Einzelzeitfahren

## Teams
- 2009 Team Jayco-AIS
- 2010 Team Jayco-Skins
- 2011 V Australia
- 2012 Team Jayco-AIS
- 2017 IsoWhey Sports SwissWellness team (ab 7. April)
- 2018 Bennelong SwissWellness Cycling Team
- 2019 Pro Racing Sunshine
- 2020 ARA Pro Racing Sunshine Coast
- 2021 ARA Pro Racing Sunshine Coast